# Campeonato Brasileiro Série A
Campeonato Brasileiro Série A (phát âm tiếng Bồ Đào Nha: [kãmpjonatu brazilejɾu sɛɾii a], Giải vô địch Brasil Series A), thường được gọi là Brasileirão (phát âm tiếng Bồ Đào Nha: [brazilejɾãw], Đại Brasil), là một giải đấu bóng đá chuyên nghiệp hạng cao nhất của Brasil dành cho các câu lạc bộ bóng đá nam. Giải bao gồm 20 đội bóng thi đấu vòng tròn theo hệ thống lên hạng và xuống hạng với Campeonato Brasileiro Série B. Năm 2021, giải đấu được IFFHS bình chọn là giải đấu quốc gia mạnh nhất Nam Mỹ cũng như mạnh nhất thế giới.
Do đặc thù lịch sử và diện tích địa lý rộng lớn của đất nước, Brasil có lịch sử giải bóng đá toàn quốc tương đối ngắn. Các cuộc thi chính và danh giá nhất là các giải vô địch cấp tiểu bang, được tổ chức tại mỗi tiểu bang của Brasil, với các giải đấu liên tiểu bang thỉnh thoảng diễn ra, chẳng hạn như Torneio Rio–São Paulo. Chỉ đến năm 1959, với những tiến bộ trong lĩnh vực hàng không dân dụng và vận tải hàng không cùng với nhu cầu cử đại diện Brasil tham dự giải Copa Libertadores lần đầu tiên tổ chức, đã dẫn đến việc thành lập một giải đấu toàn quốc thường kỳ, Taça Brasil. Năm 1967, Torneio Rio-São Paulo được mở rộng để bao gồm các đội từ các bang khác, trở thành Torneio Roberto Gomes Pedrosa, cũng được coi là một giải đấu quốc gia. Giải đấu đầu tiên được gọi là giải vô địch quốc gia được tổ chức vào năm 1971, cũng do Atlético Mineiro chiến thắng, mặc dù nó chỉ được gọi là "Campeonato Brasileiro" bắt đầu từ năm 1989.
Một trong những đặc điểm lịch sử của Giải vô địch Brazil là sự thiếu chuẩn hóa trong hệ thống thi đấu, luật lệ và số lượng đội tham gia, thay đổi hầu như mỗi mùa giải. Vì lý do này, trong một số mùa giải không có hệ thống thăng hạng và xuống hạng với Giải hạng hai, và đôi khi không có các hạng đấu khác nhau. Số lượng câu lạc bộ cũng dao động, với giải đấu năm 1979 đạt đỉnh, có 92 đội tham gia. Các định dạng khác nhau đã được áp dụng bao gồm hệ thống giải đấu loại trực tiếp (1959–1968) và hệ thống hỗn hợp với vòng bảng tiếp theo là vòng play-off (1967–2002). Công thức thi đấu của giải vô địch chỉ được chuẩn hóa vào năm 2006, khi hệ thống vòng tròn tính điểm với 20 câu lạc bộ được áp dụng với tất cả các đội đối đầu với nhau trong các trận đấu trên sân nhà và sân khách.
Năm 2010, các nhà vô địch của các giải đấu quốc gia từ năm 1959 đến năm 1970 – Taça Brasil và Torneio Roberto Gomes Pedrosa – đã được Liên đoàn bóng đá Brasil tuyên bố là nhà chiến thắng chính thức của giải vô địch Brazil hoặc nhà vô địch của Brazil (không phải là nhà vô địch của Brasileirão hoặc Série A). Vào tháng 8 năm 2023, CBF đã tuyên bố Torneio dos Campeões năm 1937 có hiệu lực hồi tố là giải vô địch Brazil. Các danh hiệu của các giải đấu cũ, được trích dẫn trong lịch sử giải vô địch Brazil, được coi là tương đương với danh hiệu Série A, nhưng các giải đấu được lập danh mục theo tên gốc của chúng trong số liệu thống kê (mặc dù là các cuộc thi khác nhau, chúng đều có cùng một danh hiệu).
Campeonato Brasileiro là một trong những giải đấu mạnh nhất thế giới; giải đấu này có số danh hiệu vô địch thế giới cấp câu lạc bộ nhiều thứ hai, với 10 chức vô địch giành được của sáu câu lạc bộ, và số danh hiệu Copa Libertadores nhiều thứ hai, với 22 danh hiệu giành được của 10 câu lạc bộ. IFFHS xếp hạng giải đấu đứng thứ tư về sức mạnh trong giai đoạn 2001–12 sau Premier League (Anh), La Liga (Tây Ban Nha) và Serie A (Ý). Campeonato Brasileiro là giải bóng đá được xem nhiều nhất ở châu Mỹ và là một trong những giải đấu được phát sóng nhiều nhất trên thế giới, được phát sóng tại 155 quốc gia. Đây cũng là một trong những giải vô địch giàu nhất thế giới, được xếp hạng là giải đấu có giá trị thứ sáu với giá trị hơn 1,43 tỷ đô la Mỹ, tạo ra doanh thu hàng năm hơn $1,17 tỷ đô la Mỹ vào năm 2012.
Kể từ năm 1959, tổng cộng có 156 câu lạc bộ đã chơi ở Campeonato Brasileiro. Mười bảy câu lạc bộ đã được trao vương miện vô địch bóng đá Brazil, mười ba trong số đó đã giành được danh hiệu nhiều hơn một lần. Palmeiras là câu lạc bộ thành công nhất của Campeonato Brasileiro, đã giành chiến thắng mười hai lần, tiếp theo là Santos với tám danh hiệu và Corinthians cùng Flamengo là bảy danh hiệu mỗi đội. Os Santásticos của Santos đã giành được năm danh hiệu liên tiếp từ năm 1961 đến năm 1965, một kỳ tích vẫn chưa có ai sánh kịp. Tiểu bang São Paulo là tiểu bang thành công nhất, tích lũy được 34 danh hiệu trong số năm câu lạc bộ.

## Lịch sử
Taca Brasil đã tổ chức giải đấu vào năm 1959, và giải đã thi đấu cho đến năm 1968. Giải Torneio Roberto Gomes Pedrosa đã thi đấu giữa năm 1967 và 1970. Năm 2010 CBF thông báo và công nhận rằng các CLB vô địch hai giải đấu trên được coi là vô địch giải Brazil.
Năm 1968, sự chậm trễ trong việc đóng cửa Taça Brasil năm 1968 đã khiến CBD sử dụng Robertão để xác định những người đại diện cho Libertadores. Với sự sụp đổ của Taça Brasil, Robertão, được CBD chính thức đặt tên là "Taça de Prata" ( Cúp bạc ) vẫn là giải vô địch hàng đầu của Brazil trong hai năm sau đó.
Sau chức vô địch thế giới thứ ba của Brazil tại FIFA World Cup 1970 , chủ tịch Emílio Médici quyết định cơ cấu lại hệ thống bóng đá Brazil. Trong một cuộc hội ngộ với CBD và các chủ tịch câu lạc bộ vào tháng 10 năm 1970, đã quyết định tạo ra một giải vô địch Brazil vào năm 1971 do hai mươi đội tranh tài, lấy cảm hứng từ các giải đấu quốc gia ở các quốc gia châu Âu. Phiên bản đầu tiên của "Campeonato Nacional" ("Giải vô địch quốc gia"), được tổ chức vào năm 1971 .  Giải hạng nhất được đặt tên là "Divisão Extra" (Giải phụ), trong khi giải hạng hai mới được thành lập mang tên "Primeira Divisão" (Giải hạng nhất).
Năm 1987, CBF thông báo rằng họ không thể tổ chức giải vô địch bóng đá Brazil, chỉ vài tuần trước khi dự kiến bắt đầu. Kết quả là, mười ba câu lạc bộ bóng đá lớn nhất ở Brazil đã tạo ra một giải đấu, The Clube dos 13, để tổ chức một giải vô địch của riêng họ. Giải đấu này được gọi là Copa União và được điều hành bởi 16 câu lạc bộ cuối cùng đã tham gia nó (Santa Cruz, Coritiba và Goiás được mời tham gia). CBF ban đầu đứng về phía The Clube dos 13 quyết định. Tuy nhiên, vài tuần sau, khi giải đã diễn ra và dưới áp lực từ các câu lạc bộ bóng đá bị loại khỏi Copa União, CBF đã thông qua một bộ quy tắc mới, coi Copa União là một phần của một giải đấu lớn hơn, bao gồm 16 đội khác. Theo bộ quy tắc mới đó, Copa União sẽ được gọi là một nhánh Xanh của giải vô địch CBF, trong khi 16 đội khác sẽ chơi ở nhánh Vàng. Cuối cùng, hai đội đầu tiên của mỗi nhánh sẽ đấu với nhau để xác định nhà vô địch quốc gia; và hai đội sẽ đại diện cho Brazil tại Copa Libertadores năm 1988. Tuy nhiên, Bộ quy tắc mới đó chưa bao giờ được The Clube dos 13 công nhận và bị hầu hết các phương tiện truyền thông Brazil, những người tập trung sự chú ý vào giải đấu độc lập, bỏ qua, cuối cùng đã giành chiến thắng trước Clube de Regatas do Flamengo. Tourney cuối cùng được thiết lập để có Thể thao và Guarani , từ nhành vàng, và Flamengo và Internacional từ nhánh xanh lá cây. Tuy nhiên, điều đó không bao giờ thành hiện thực khi Flamengo và Internacional từ chối tham gia. Kết quả là Sport và Guarani đã đấu với nhau, với đội đầu tiên giành chức vô địch vào năm 1987 và cả hai cùng đại diện cho Brazil tại Copa Libertadores năm 1988. Mặc dù Flamengo đã cố gắng giành quyền sở hữu chức vô địch nhiều lần thông qua hệ thống công lý, Thể thao vẫn được CBF và FIFA công nhận là Nhà vô địch năm 1987.
Năm 2010, CBF quyết định công nhận nhà vô địch của cả Taça Brasil (1959–68) và Torneio Roberto Gomes Pedrosa (1967–70) là Nhà vô địch Brazil, tạo ra một số tranh cãi vì có khoảng thời gian hai năm khi cả hai giải đấu được tổ chức. Palmeiras đã hai lần được trao giải vì chiến thắng cả hai vào năm 1967 và cả Santos và Botafogo đều được công nhận là nhà vô địch vào năm 1968 khi mỗi giải đấu đều do một trong số họ vô địch.

## Thể thức thi đấu

### Giải đấu
Có 20 câu lạc bộ ở Brasileirão. Trong suốt một mùa giải (từ tháng 5 đến tháng 12 hàng năm), mỗi câu lạc bộ thi đấu với các câu lạc bộ khác hai lần (lượt đi lượt về), một lần tại sân nhà của họ và một lần tại sân của đối thủ, tổng cộng là 38 trận. Các đội nhận được 3 điểm cho một trận thắng, 1 điểm cho một trận hòa và 0 điểm cho một trận thua. Các đội được xếp hạng theo tổng số điểm, số trận thắng, hiệu số bàn thắng bại và số bàn thắng ghi được. Vào cuối mùa giải, câu lạc bộ có nhiều điểm nhất sẽ lên ngôi vô địch. Nếu số điểm giữa hai hay nhiều câu lạc bộ là bằng nhau, các quy tắc phân hạng là:
- Nếu các câu lạc bộ này không cạnh tranh danh hiệu vô địch quốc gia hoặc xuống hạng, thì sẽ xét các tiêu chí:
  - a) tổng số trận thắng
  - b) hiệu số bàn thắng bại
  - c) tổng số bàn thắng đã ghi
  - d) thành tích đối đầu (với luật bàn thắng sân khách có hiệu lực nếu chỉ tính đến hai câu lạc bộ)
- Nếu vẫn bằng nhau, đội chiến thắng sẽ được xác định bằng thang điểm Fair play.
  - f) ít thẻ đỏ nhất 
  - e) ít thẻ vàng nhất
- Nếu các câu lạc bộ này cạnh tranh cho danh hiệu vô địch, xuống hạng hoặc đủ điều kiện cho các giải đấu khác, thang điểm Fair play sẽ không được tính đến; một trận đấu play-off tại một địa điểm trung lập sẽ quyết định thứ hạng. Nếu không, một cuộc rút thăm sẽ xác định vị trí cuối cùng.

Có một hệ thống lên xuống hạng tồn tại giữa Brasileirão và Série B. Bốn đội xếp hạng thấp nhất ở Brasileirão sẽ xuống hạng Série B, và bốn đội đứng đầu Série B được thăng hạng lên Brasileirão.

### Đủ điều kiện cho các giải đấu quốc tế
Kể từ năm 2016, sáu câu lạc bộ hàng đầu Brasileirão đủ điều kiện tham dự Copa Libertadores. Bốn câu lạc bộ đứng đầu sẽ vào thẳng vòng bảng trong khi các câu lạc bộ xếp thứ năm và thứ sáu sẽ vào vòng hai (vòng sơ loại). Số lượng các đội đủ điều kiện tham dự Libertadores có thể tăng lên tùy thuộc vào việc đội nào thắng ở giải Copa do Brasil (Cúp quốc gia Brasil), Copa Sudamericana hay Copa Libertadores.
Các câu lạc bộ từ vị trí thứ bảy đến thứ mười hai đủ điều kiện dự Copa Sudamericana, con số có thể phụ thuộc vào các giải đấu khác.

## Tên gọi và nhà tài trợ
Giải vô địch Campeonato Brasileiro đã có tên chính thức được thay đổi nhiều lần trước khi được đổi tên thành Campeonato Brasileiro vào năm 1989.
| Tên                           | Tên tiếng Việt                 | Năm                   | Nhà tài trợ |
| ----------------------------- | ------------------------------ | --------------------- | --- |
| Copa dos Campeões Estaduais   | Cúp vô địch bang               | 1937                  | Không có |
| Taça Brasil                   | Cúp Brasil                     | 1959–1968             | Không có |
| Torneio Roberto Gomes Pedrosa | Giải đấu Roberto Gomes Pedrosa | 1967–1970             | Không có |
| Campeonato Nacional           | Vô địch quốc gia               | 1971–1973             | Không có |
| Copa Brasil                   | Cúp Brasil                     | 1974–1979, 1984, 1986 | Không có |
| Taça de Ouro                  | Cúp Vàng                       | 1980–1983, 1985       | Không có |
| Copa Brasil                   | Cúp Brasil                     | 1987–88               | Không có |
| Copa João Havelange           | Cúp João Havelange             | 2000                  | Không có |
| Campeonato Brasileiro         | Giải vô địch Brasil            | 1989–1999, 2001–      | 2001: LATAM (Brasileirão TAM) 2002: Visa (Troféu VISA Electron) 2005: Nestlé (Taça Nestlé Brasileirão) 2009–2012: Petrobras (Brasileirão Petrobras) 2014–2017: Chevrolet (Brasileirão Chevrolet) 2018–2023: Assaí Atacadista (Brasileirão Assaí) 2024–: Betano (Brasileirão Betano) |

## Mùa giải 2024
20 câu lạc bộ sau đây sẽ tham gia giải Série A trong mùa giải 2024.
| Câu lạc bộ           | Mùa giải 2023     | Mùa giải đầu tiên ở hạng đấu cao nhất | Số mùa giải ở hạng đấu cao nhất | Mùa giải đầu tiên của giai đoạn hiện tại | Số mùa giải ở giai đoạn hiện tại | Số danh hiệu | Danh hiệu gần đây nhất |
| -------------------- | ----------------- | ------------------------------------- | ------------------------------- | ---------------------------------------- | -------------------------------- | ------------ | ---------------------- |
| Athletico Paranaense | thứ 8             | 1959                                  | 48                              | 2013                                     | 12                               | 1            | 2001                   |
| Atlético Goianiense  | thứ 4 (Série B)   | 1965                                  | 14                              | 2024                                     | 1                                | 0            | –                      |
| Atlético Mineiro     | thứ 3             | 1959                                  | 62                              | 2007                                     | 18                               | 3            | 2021                   |
| Bahia                | thứ 16            | 1959                                  | 51                              | 2023                                     | 2                                | 2            | 1988                   |
| Botafogo             | thứ 5             | 1962                                  | 59                              | 2022                                     | 3                                | 2            | 1995                   |
| Corinthians          | thứ 13            | 1967                                  | 56                              | 2009                                     | 16                               | 7            | 2017                   |
| Criciúma             | thứ 3 (Série B)   | 1979                                  | 14                              | 2024                                     | 1                                | 0            | –                      |
| Cruzeiro             | thứ 14            | 1960                                  | 61                              | 2023                                     | 2                                | 4            | 2014                   |
| Cuiabáa              | thứ 12            | 2021                                  | 4                               | 2021                                     | 4                                | 0            | –                      |
| Flamengoa, b         | thứ 4             | 1964                                  | 59                              | 1967                                     | 57                               | 7            | 2020                   |
| Fluminense           | thứ 7             | 1960                                  | 59                              | 2000                                     | 25                               | 4            | 2012                   |
| Fortaleza            | thứ 10            | 1959                                  | 26                              | 2019                                     | 6                                | 0            | –                      |
| Grêmio               | á quân            | 1959                                  | 64                              | 2023                                     | 2                                | 2            | 1996                   |
| Internacional        | thứ 9             | 1962                                  | 58                              | 2018                                     | 7                                | 3            | 1979                   |
| Juventude            | á quân (Série B)  | 1977                                  | 19                              | 2024                                     | 1                                | 0            | –                      |
| Palmeiras            | vô địch           | 1960                                  | 61                              | 2014                                     | 11                               | 12           | 2023                   |
| Red Bull Bragantino  | thứ 6             | 1990                                  | 14                              | 2020                                     | 5                                | 0            | –                      |
| Red Bull Bragantino  | thứ 6             | 1990                                  | 14                              | 2020                                     | 5                                | 0            | –                      |
| São Pauloa, b        | thứ 11            | 1967                                  | 57                              | 1980                                     | 45                               | 6            | 2008                   |
| Vasco da Gama        | thứ 15            | 1959                                  | 55                              | 2023                                     | 2                                | 4            | 2000                   |
| Vitória              | vô địch (Série B) | 1965                                  | 40                              | 2024                                     | 1                                | 0            | –                      |

a: Các câu lạc bộ không xuống hạng.

b: Các câu lạc bộ chưa bao giờ chơi ở ngoài hạng đấu cao nhất.

## Các đội vô địch
Nguồn:
| STT                                                                            | Mùa giải                                              | Vô địch (số lần)                                      | Á quân                                                | Hạng 3                                                | HLV vô địch                                           | Vua phá lưới                                                                     | Số bàn                                                |
| Copa dos Campeões Estaduais (1937) (Cúp vô địch bang)                          | Copa dos Campeões Estaduais (1937) (Cúp vô địch bang) | Copa dos Campeões Estaduais (1937) (Cúp vô địch bang) | Copa dos Campeões Estaduais (1937) (Cúp vô địch bang) | Copa dos Campeões Estaduais (1937) (Cúp vô địch bang) | Copa dos Campeões Estaduais (1937) (Cúp vô địch bang) | Copa dos Campeões Estaduais (1937) (Cúp vô địch bang)                            | Copa dos Campeões Estaduais (1937) (Cúp vô địch bang) |
| ------------------------------------------------------------------------------ | ----------------------------------------------------- | ----------------------------------------------------- | ----------------------------------------------------- | ----------------------------------------------------- | ----------------------------------------------------- | -------------------------------------------------------------------------------- | ----------------------------------------------------- |
| 1                                                                              | 1937                                                  | Atlético Mineiro (1)                                  | Fluminense                                            | Rio Branco                                            | Floriano Peixoto                                      | Paulista (Atlético Mineiro)                                                      | 8                                                     |
| Taça Brasil (1959–1968) (Cúp Brasil)                                           |                                                       |                                                       |                                                       |                                                       |                                                       |                                                                                  |                                                       |
| 2                                                                              | 1959                                                  | Bahia (1)                                             | Santos                                                | Grêmio                                                | Carlos Volante                                        | Léo Briglia (Bahia)                                                              | 8                                                     |
| 3                                                                              | 1960                                                  | Palmeiras (1)                                         | Fortaleza                                             | Fluminense                                            | Osvaldo Brandão                                       | Bececê (Fortaleza)                                                               | 7                                                     |
| 4                                                                              | 1961                                                  | Santos (1)                                            | Bahia                                                 | America                                               | Lula                                                  | Pelé (Santos)                                                                    | 7                                                     |
| 5                                                                              | 1962                                                  | Santos (2)                                            | Botafogo                                              | Internacional                                         | Lula                                                  | Coutinho (Santos)                                                                | 7                                                     |
| 6                                                                              | 1963                                                  | Santos (3)                                            | Bahia                                                 | Botafogo                                              | Lula                                                  | Pelé (Santos)                                                                    | 8                                                     |
| 7                                                                              | 1964                                                  | Santos (4)                                            | Flamengo                                              | Ceará                                                 | Lula                                                  | Pelé (Santos)                                                                    | 7                                                     |
| 8                                                                              | 1965                                                  | Santos (5)                                            | Vasco                                                 | Náutico                                               | Lula                                                  | Alcindo (Grêmio)                                                                 | 10                                                    |
| 9                                                                              | 1966                                                  | Cruzeiro (1)                                          | Santos                                                | Náutico                                               | Ayrton Moreira                                        | Bita (Náutico) Toninho Guerreiro (Santos)                                        | 10                                                    |
| 10                                                                             | 1967                                                  | Palmeiras (2)                                         | Náutico                                               | Grêmio                                                | Aymoré Moreira                                        | Chicletes (Treze)                                                                | 9                                                     |
| 11                                                                             | 1967                                                  | Botafogo (1)                                          | Fortaleza                                             | Cruzeiro                                              | Mário Zagallo                                         | Ferretti (Botafogo)                                                              | 7                                                     |
| Torneio Roberto Gomes Pedrosa (1967–1970) (Giải đấu Roberto Gomes Pedrosa)     |                                                       |                                                       |                                                       |                                                       |                                                       |                                                                                  |                                                       |
| 12                                                                             | 1967                                                  | Palmeiras (3)                                         | Internacional                                         | Corinthians                                           | Mário Travaglini                                      | Ademar Pantera (Flamengo) César Maluco (Palmeiras)                               | 15                                                    |
| 13                                                                             | 1968                                                  | Santos (6)                                            | Internacional                                         | Vasco                                                 | Antoninho                                             | Toninho Guerreiro (Santos)                                                       | 18                                                    |
| 14                                                                             | 1969                                                  | Palmeiras (4)                                         | Cruzeiro                                              | Corinthians                                           | Rubens Minelli                                        | Edu (America-RJ)                                                                 | 14                                                    |
| 15                                                                             | 1970                                                  | Fluminense (1)                                        | Palmeiras                                             | Atlético Mineiro                                      | Paulo Amaral                                          | Tostão (Cruzeiro)                                                                | 12                                                    |
| Campeonato Nacional de Clubes (1971–1974) Giải vô địch quốc gia các câu lạc bộ |                                                       |                                                       |                                                       |                                                       |                                                       |                                                                                  |                                                       |
| 16                                                                             | 1971                                                  | Atlético Mineiro (2)                                  | São Paulo                                             | Botafogo                                              | Telê Santana                                          | Dadá Maravilha (Atlético Mineiro)                                                | 15                                                    |
| 17                                                                             | 1972                                                  | Palmeiras (5)                                         | Botafogo                                              | Internacional                                         | Osvaldo Brandão                                       | Dadá Maravilha (Atlético Mineiro) Pedro Rocha (São Paulo)                        | 17                                                    |
| 18                                                                             | 1973                                                  | Palmeiras (6)                                         | São Paulo                                             | Cruzeiro                                              | Osvaldo Brandão                                       | Ramón (Santa Cruz)                                                               | 21                                                    |
| 19                                                                             | 1974                                                  | Vasco (1)                                             | Cruzeiro                                              | Santos                                                | Mário Travaglini                                      | Roberto Dinamite (Vasco)                                                         | 16                                                    |
| Copa Brasil (1975–1979) (Cúp Brasil)                                           |                                                       |                                                       |                                                       |                                                       |                                                       |                                                                                  |                                                       |
| 20                                                                             | 1975                                                  | Internacional (1)                                     | Cruzeiro                                              | Fluminense                                            | Rubens Minelli                                        | Flávio (Internacional)                                                           | 16                                                    |
| 21                                                                             | 1976                                                  | Internacional (2)                                     | Corinthians                                           | Atlético Mineiro                                      | Rubens Minelli                                        | Dadá Maravilha (Internacional)                                                   | 16                                                    |
| 22                                                                             | 1977                                                  | São Paulo (1)                                         | Atlético Mineiro                                      | Operário                                              | Rubens Minelli                                        | Reinaldo (Atlético Mineiro)                                                      | 28                                                    |
| 23                                                                             | 1978                                                  | Guarani (1)                                           | Palmeiras                                             | Internacional                                         | Carlos Alberto Silva                                  | Paulinho (Vasco)                                                                 | 19                                                    |
| 24                                                                             | 1979                                                  | Internacional (3)                                     | Vasco                                                 | Coritiba                                              | Ênio Andrade                                          | César (America-RJ)                                                               | 13                                                    |
| Taça de Ouro (1980–1983) (Cúp Vàng)                                            |                                                       |                                                       |                                                       |                                                       |                                                       |                                                                                  |                                                       |
| 25                                                                             | 1980                                                  | Flamengo (1)                                          | Atlético Mineiro                                      | Internacional                                         | Cláudio Coutinho                                      | Zico (Flamengo)                                                                  | 21                                                    |
| 26                                                                             | 1981                                                  | Grêmio (1)                                            | São Paulo                                             | Ponte Preta                                           | Ênio Andrade                                          | Nunes (Flamengo)                                                                 | 16                                                    |
| 27                                                                             | 1982                                                  | Flamengo (2)                                          | Grêmio                                                | Guarani                                               | Paulo César Carpegiani                                | Zico (Flamengo)                                                                  | 21                                                    |
| 28                                                                             | 1983                                                  | Flamengo (3)                                          | Santos                                                | Atlético Mineiro                                      | Carlos Alberto Torres                                 | Serginho Chulapa (Santos)                                                        | 22                                                    |
| Copa Brasil (1984) (Cúp Brasil)                                                |                                                       |                                                       |                                                       |                                                       |                                                       |                                                                                  |                                                       |
| 29                                                                             | 1984                                                  | Fluminense (2)                                        | Vasco                                                 | Grêmio                                                | Carlos Alberto Parreira                               | Roberto Dinamite (Vasco)                                                         | 16                                                    |
| Taça de Ouro (1985) (Cúp Vàng)                                                 |                                                       |                                                       |                                                       |                                                       |                                                       |                                                                                  |                                                       |
| 30                                                                             | 1985                                                  | Coritiba (1)                                          | Bangu                                                 | Brasil de Pelotas                                     | Ênio Andrade                                          | Edmar (Guarani)                                                                  | 20                                                    |
| Copa Brasil (1986–1988) (Cúp Brasil)                                           |                                                       |                                                       |                                                       |                                                       |                                                       |                                                                                  |                                                       |
| 31                                                                             | 1986                                                  | São Paulo (2)                                         | Guarani                                               | Atlético Mineiro                                      | Pepe                                                  | Careca (São Paulo)                                                               | 25                                                    |
| 32                                                                             | 1987                                                  | Sport Recife (1)                                      | Guarani                                               | Flamengo                                              | Jair Picerni                                          | Müller (São Paulo)                                                               | 10                                                    |
| 33                                                                             | 1988                                                  | Bahia (2)                                             | Internacional                                         | Fluminense                                            | Evaristo de Macedo                                    | Nílson (Internacional)                                                           | 15                                                    |
| Campeonato Brasileiro Série A (1989–1999) (Giải vô địch Brasil Series A)       |                                                       |                                                       |                                                       |                                                       |                                                       |                                                                                  |                                                       |
| 34                                                                             | 1989                                                  | Vasco (2)                                             | São Paulo                                             | Cruzeiro                                              | Nelsinho Rosa                                         | Túlio (Goiás)                                                                    | 11                                                    |
| 35                                                                             | 1990                                                  | Corinthians (1)                                       | São Paulo                                             | Grêmio                                                | Nelsinho Baptista                                     | Charles (Bahia)                                                                  | 11                                                    |
| 36                                                                             | 1991                                                  | São Paulo (3)                                         | Bragantino                                            | Atlético Mineiro                                      | Telê Santana                                          | Paulinho McLaren (Santos)                                                        | 15                                                    |
| 37                                                                             | 1992                                                  | Flamengo (4)                                          | Botafogo                                              | Vasco                                                 | Carlinhos                                             | Bebeto (Vasco)                                                                   | 18                                                    |
| 38                                                                             | 1993                                                  | Palmeiras (7)                                         | Vitória                                               | Corinthians                                           | Vanderlei Luxemburgo                                  | Guga (Santos)                                                                    | 15                                                    |
| 39                                                                             | 1994                                                  | Palmeiras (8)                                         | Corinthians                                           | Guarani                                               | Vanderlei Luxemburgo                                  | Amoroso (Guarani) Túlio (Botafogo)                                               | 19                                                    |
| 40                                                                             | 1995                                                  | Botafogo (2)                                          | Santos                                                | Cruzeiro                                              | Paulo Autuori                                         | Túlio (Botafogo)                                                                 | 23                                                    |
| 41                                                                             | 1996                                                  | Grêmio (2)                                            | Portuguesa                                            | Atlético Mineiro                                      | Luiz Felipe Scolari                                   | Paulo Nunes (Grêmio) Renaldo (Atlético Mineiro)                                  | 16                                                    |
| 42                                                                             | 1997                                                  | Vasco (3)                                             | Palmeiras                                             | Internacional                                         | Antônio Lopes                                         | Edmundo (Vasco)                                                                  | 29                                                    |
| 43                                                                             | 1998                                                  | Corinthians (2)                                       | Cruzeiro                                              | Santos                                                | Vanderlei Luxemburgo                                  | Viola (Santos)                                                                   | 21                                                    |
| 44                                                                             | 1999                                                  | Corinthians (3)                                       | Atlético Mineiro                                      | Vitória                                               | Oswaldo de Oliveira                                   | Guilherme (Atlético Mineiro)                                                     | 28                                                    |
| Copa João Havelange (2000) (Cúp João Havelange)                                |                                                       |                                                       |                                                       |                                                       |                                                       |                                                                                  |                                                       |
| 45                                                                             | 2000                                                  | Vasco (4)                                             | São Caetano                                           | Cruzeiro                                              | Joel Santana                                          | Adhemar (São Caetano)                                                            | 22                                                    |
| Campeonato Brasileiro Série A (2001–nay) (Giải vô địch Brasil Series A)        |                                                       |                                                       |                                                       |                                                       |                                                       |                                                                                  |                                                       |
| 46                                                                             | 2001                                                  | Atlético Paranaense (1)                               | São Caetano                                           | Fluminense                                            | Geninho                                               | Romário (Vasco da Gama)                                                          | 21                                                    |
| 47                                                                             | 2002                                                  | Santos (7)                                            | Corinthians                                           | Grêmio                                                | Émerson Leão                                          | Luís Fabiano (São Paulo) Rodrigo Fabri (Grêmio)                                  | 19                                                    |
| 48                                                                             | 2003                                                  | Cruzeiro (2)                                          | Santos                                                | São Paulo                                             | Vanderlei Luxemburgo                                  | Dimba (Goiás)                                                                    | 31                                                    |
| 49                                                                             | 2004                                                  | Santos (8)                                            | Atlético Paranaense                                   | São Paulo                                             | Vanderlei Luxemburgo                                  | Washington (Atlético Paranaense)                                                 | 34                                                    |
| 50                                                                             | 2005                                                  | Corinthians (4)                                       | Internacional                                         | Goiás                                                 | Antônio Lopes                                         | Romário (Vasco)                                                                  | 22                                                    |
| 51                                                                             | 2006                                                  | São Paulo (4)                                         | Internacional                                         | Grêmio                                                | Muricy Ramalho                                        | Souza (Goiás)                                                                    | 17                                                    |
| 52                                                                             | 2007                                                  | São Paulo (5)                                         | Santos                                                | Flamengo                                              | Muricy Ramalho                                        | Josiel (Paraná)                                                                  | 20                                                    |
| 53                                                                             | 2008                                                  | São Paulo (6)                                         | Grêmio                                                | Cruzeiro                                              | Muricy Ramalho                                        | Keirrison (Coritiba) Kléber Pereira (Santos) Washington (Fluminense)             | 21                                                    |
| 54                                                                             | 2009                                                  | Flamengo (5)                                          | Internacional                                         | São Paulo                                             | Andrade                                               | Adriano (Flamengo) Diego Tardelli (Atlético Mineiro)                             | 19                                                    |
| 55                                                                             | 2010                                                  | Fluminense (3)                                        | Cruzeiro                                              | Corinthians                                           | Muricy Ramalho                                        | Jonas (Grêmio)                                                                   | 23                                                    |
| 56                                                                             | 2011                                                  | Corinthians (5)                                       | Vasco                                                 | Fluminense                                            | Tite                                                  | Borges (Santos)                                                                  | 23                                                    |
| 57                                                                             | 2012                                                  | Fluminense (4)                                        | Atlético Mineiro                                      | Grêmio                                                | Abel Braga                                            | Fred (Fluminense)                                                                | 20                                                    |
| 58                                                                             | 2013                                                  | Cruzeiro (3)                                          | Grêmio                                                | Atlético Paranaense                                   | Marcelo Oliveira                                      | Éderson (Atlético Paranaense)                                                    | 21                                                    |
| 59                                                                             | 2014                                                  | Cruzeiro (4)                                          | São Paulo                                             | Internacional                                         | Marcelo Oliveira                                      | Fred (Fluminense)                                                                | 18                                                    |
| 60                                                                             | 2015                                                  | Corinthians (6)                                       | Atlético Mineiro                                      | Grêmio                                                | Tite                                                  | Ricardo Oliveira (Santos)                                                        | 20                                                    |
| 61                                                                             | 2016                                                  | Palmeiras (9)                                         | Santos                                                | Flamengo                                              | Cuca                                                  | William Pottker (Ponte Preta) Diego Souza (Sport Recife) Fred (Atlético Mineiro) | 14                                                    |
| 62                                                                             | 2017                                                  | Corinthians (7)                                       | Palmeiras                                             | Santos                                                | Fábio Carille                                         | Henrique Dourado (Fluminense) Jô (Corinthians)                                   | 18                                                    |
| 63                                                                             | 2018                                                  | Palmeiras (10)                                        | Flamengo                                              | Internacional                                         | Luiz Felipe Scolari                                   | Gabriel Barbosa (Santos)                                                         | 18                                                    |
| 64                                                                             | 2019                                                  | Flamengo (6)                                          | Santos                                                | Palmeiras                                             | Jorge Jesus                                           | Gabriel Barbosa (Flamengo)                                                       | 25                                                    |
| 65                                                                             | 2020                                                  | Flamengo (7)                                          | Internacional                                         | Atlético Mineiro                                      | Rogério Ceni                                          | Claudinho (Red Bull Bragantino) Luciano (São Paulo)                              | 18                                                    |
| 66                                                                             | 2021                                                  | Atlético Mineiro (3)                                  | Flamengo                                              | Palmeiras                                             | Cuca                                                  | Hulk (Atlético Mineiro)                                                          | 19                                                    |
| 67                                                                             | 2022                                                  | Palmeiras (11)                                        | Internacional                                         | Fluminense                                            | Abel Ferreira                                         | Germán Cano (Fluminense)                                                         | 26                                                    |
| 68                                                                             | 2023                                                  | Palmeiras (12)                                        | Grêmio                                                | Atlético Mineiro                                      | Abel Ferreira                                         | Paulinho (Atlético Mineiro)                                                      | 20                                                    |

## Thống kê

### Số danh hiệu
Mười bảy câu lạc bộ được chính thức công nhận là nhà vô địch bóng đá Brasil. In đậm là những câu lạc bộ thi đấu tại Série A mùa giải 2024. In nghiêng là những câu lạc bộ chưa bao giờ xuống hạng đấu thấp hơn.
| Đội                  | Vô địch | Á quân | Năm vô địch                                                            | Năm á quân                                     |
| -------------------- | ------- | ------ | ---------------------------------------------------------------------- | ---------------------------------------------- |
| Palmeiras            | 12      | 4      | 1960, 1967, 1967, 1969, 1972, 1973, 1993, 1994, 2016, 2018, 2022, 2023 | 1970, 1978, 1997, 2017                         |
| Santos               | 8       | 8      | 1961, 1962, 1963, 1964, 1965, 1968, 2002, 2004                         | 1959, 1966, 1983, 1995, 2003, 2007, 2016, 2019 |
| Corinthians          | 7       | 3      | 1990, 1998, 1999, 2005, 2011, 2015, 2017                               | 1976, 1994, 2002                               |
| Flamengo             | 7       | 3      | 1980, 1982, 1983, 1992, 2009, 2019, 2020                               | 1964, 2018, 2021                               |
| São Paulo            | 6       | 6      | 1977, 1986, 1991, 2006, 2007, 2008                                     | 1971, 1973, 1981, 1989, 1990, 2014             |
| Cruzeiro             | 4       | 5      | 1966, 2003, 2013, 2014                                                 | 1969, 1974, 1975, 1998, 2010                   |
| Vasco da Gama        | 4       | 4      | 1974, 1989, 1997, 2000                                                 | 1965, 1979, 1984, 2011                         |
| Fluminense           | 4       | 1      | 1970, 1984, 2010, 2012                                                 | 1937                                           |
| Internacional        | 3       | 8      | 1975, 1976, 1979                                                       | 1967, 1968, 1988, 2005, 2006, 2009, 2020, 2022 |
| Atlético Mineiro     | 3       | 5      | 1937, 1971, 2021                                                       | 1977, 1980, 1999, 2012, 2015                   |
| Grêmio               | 2       | 4      | 1981, 1996                                                             | 1982, 2008, 2013, 2023                         |
| Botafogo             | 2       | 3      | 1968, 1995                                                             | 1962, 1972, 1992                               |
| Bahia                | 2       | 2      | 1959, 1988                                                             | 1961, 1963                                     |
| Guarani              | 1       | 2      | 1978                                                                   | 1986, 1987                                     |
| Athletico Paranaense | 1       | 1      | 2001                                                                   | 2004                                           |
| Coritiba             | 1       | 0      | 1985                                                                   | —                                              |
| Sport Recife         | 1       | 0      | 1987                                                                   | —                                              |
| Fortaleza            | 0       | 2      | —                                                                      | 1960, 1968                                     |
| São Caetano          | 0       | 2      | —                                                                      | 2000, 2001                                     |
| Náutico              | 0       | 1      | —                                                                      | 1967                                           |
| Bangu                | 0       | 1      | —                                                                      | 1985                                           |
| RB Bragantino        | 0       | 1      | —                                                                      | 1991                                           |
| Vitória              | 0       | 1      | —                                                                      | 1993                                           |
| Portuguesa           | 0       | 1      | —                                                                      | 1996                                           |

Ghi chú: mặc dù một số người coi Flamengo là nhà vô địch Giải vô địch Brazil năm 1987, nhưng Sport mới chính thức là nhà vô địch duy nhất của cuộc thi này.

### Số lần tham dự
Tính đến mùa giải 2024, sau khi được Copa dos Campeões Estaduais công nhận năm 1937
Dưới đây là danh sách các câu lạc bộ đã từng tham dự Campeonato Brasileiro. Có 159 đội đã tham dự 1 Copa dos Campeões Estaduais, 10 Taça Brasil, 4 Torneio Roberto Gomes Pedrosa và 53 mùa Campeonato Brasileiro. Các đội in đậm hiện đang thi đấu tại Série A. Năm trong ngoặc đơn thể hiện năm gần đây nhất tham gia ở cấp độ này.
- 64 mùa: Grêmio (2024).
- 63 mùa: Santos (2023).
- 62 mùa: Atlético Mineiro (2024).
- 61 mùa: Cruzeiro (2024), Palmeiras (2024).
- 59 mùa: Botafogo (2024), Flamengo (2024), Fluminense (2024).
- 58 mùa: Internacional (2024).
- 57 mùa: São Paulo (2024).
- 56 mùa: Corinthians (2024).
- 55 mùa: Vasco da Gama (2024).
- 51 mùa: Bahia (2024).
- 48 mùa: Athletico Paranaense (2024).
- 43 mùa: Goiás (2023).
- 42 mùa: Coritiba (2023), Sport Recife (2021).
- 40 mùa: Vitória (2024).
- 36 mùa: Portuguesa (2013).
- 34 mùa: Náutico (2013).
- 29 mùa: Guarani (2010).
- 27 mùa: Paysandu (2005).
- 26 mùa: Ceará (2022), Fortaleza (2024).
- 24 mùa: Ponte Preta (2017), Santa Cruz (2016).
- 19 mùa: América (MG) (2023), America (RJ) (1988), CSA (2019), Juventude (2024).
- 17 mùa: Figueirense (2016).
- 16 mùa: Desportiva (1993), Nacional (AM) (1986), Paraná (2018), Remo (2000).
- 15 mùa: América (RN) (2007).
- 14 mùa: ABC (1985), Atlético Goianiense (2024), Criciúma (2024), Red Bull Bragantino (2024).
- 13 mùa: Rio Branco (ES) (1987).
- 12 mùa: Joinville (2015), Sampaio Corrêa (1986), Sergipe (1986).
- 11 mùa: Avaí (2022), Bangu (1988), Campinense (1981), CRB (1984), Moto Club (1984).
- 10 mùa: Operário (MS) (1986).
- 9 mùa: Chapecoense (2021), Treze (1987), Vila Nova (1985).
- 8 mùa: Americano (1983), Confiança (1984), Mixto (1985), Ríver (1982).
- 7 mùa: Botafogo (PB) (1986), Brasília (1985), Flamengo (PI) (1985), Inter de Limeira (1990), Londrina (1982), Rio Negro (AM) (1983), São Caetano (2006).
- 6 mùa: Botafogo (SP) (2001), Comercial (MS) (1986), Ferroviário (CE) (1984), Gama (2002), Goytacaz (1979), Grêmio Maringá (1982), Uberaba (1983).
- 5 mùa: Colorado (PR) (1983), Itabaiana (1982), Metropol (SC) (1968), Tiradentes (PI) (1983).
- 4 mùa: Anapolina (1984), Brasil de Pelotas (1985), Caxias (1979), Cuiabá (2024), Fluminense de Feira (1979), Goiânia (1979), Operário (MT) (1986), Piauí (1986), Tuna Luso (1986), Uberlândia (1985), União São João (1997).
- 3 mùa: Alecrim (1986), CEUB (1975), Dom Bosco (1979), Fast Clube (1979), Ferroviário (PR) (1967), Fonseca (1963), Leônico (1985), Maranhão (1980), Pinheiros (PR) (1985), Rabello (1969), São Paulo (RS) (1982), Villa Nova (MG) (1985), Volta Redonda (1978), XV de Piracicaba (1979).
- 2 mùa: América (SP) (1980), Campo Grande (RJ) (1983), Capelense (1962), Central (1986), Comercial (SP) (1979), Galícia (1983), Grêmio Barueri (2010), Itabuna (1979), Olaria (1974), Santa Cruz (SE) (1961), Santo André (2009), Santo Antônio (ES) (1962), São José (SP) (1990), XV de Jaú (1982).
- 1 mùa: Alliança de Campos (1937), América (CE) (1967), América de Propriá (1967), Anápolis (1966), ASA (1979), Auto Esporte (PB) (1959), Auto Esporte (PI) (1984), Brasiliense (2005), Caldense (1979), Catuense (1984), AA Colatina (1979), Comercial (PR) (1962), Corumbaense (1973), Cruzeiro do Sul (DF) (1964), Defelê (1963), Eletrovapo (RJ) (1965), Estrela do Mar (PB) (1960), Ferroviária (1983), Ferroviário (MA) (1959), Francana (1979), Guanabara (DF) (1965), Guará (1979), Hercílio Luz (1959), Inter de Lages (1966), Inter de Santa Maria (1982), Ipatinga (2008), Itumbiara (1979), J. Malucelli (2000), Juventus (SP) (1983), Liga da Marinha (1937), AD Niterói (1959), Noroeste (1978), Novo Hamburgo (1979), Olímpico (AM) (1968), Olímpico (SC) (1965), Operário Ferroviário (1979), Paula Ramos (1960), Perdigão (1967), Potiguar de Mossoró (1979), Rio Branco (RJ) (1962), São Bento (1979), Siderúrgica (1965), Sobradinho (1986), Taguatinga (1982), Vitória (ES) (1977).

### Cầu thủ
| Hạng | Cầu thủ             | Số trận |
| ---- | ------------------- | ------- |
| 1    | Fábio               | 681     |
| 2    | Rogério Ceni        | 575     |
| 3    | Diego Souza         | 468     |
| 4    | Leonardo Moura      | 497     |
| 5    | Wellington Paulista | 442     |
| 6    | Paulo Baier         | 429     |
| 7    | Fábio Santos        | 438     |
| 8    | Zinho               | 371     |
| 9    | Cássio              | 370     |
| 10   | Clemer              | 368     |
| 10   | Ramon               | 368     |

| Hạng | Cầu thủ          | Bàn |
| ---- | ---------------- | --- |
| 1    | Roberto Dinamite | 190 |
| 2    | Fred             | 158 |
| 3    | Romário          | 154 |
| 4    | Edmundo          | 153 |
| 6    | Diego Souza      | 131 |
| 5    | Zico             | 135 |
| 7    | Túlio            | 129 |
| 8    | Serginho Chulapa | 127 |
| 9    | Washington       | 126 |
| 10   | Luis Fabiano     | 117 |

Ghi chú:
- Tất cả người chơi đều là người Brasil trừ khi có ghi chú khác,
- Chữ nghiêng biểu thị những cầu thủ vẫn đang chơi bóng đá chuyên nghiệp và chữ đậm biểu thị những cầu thủ vẫn đang chơi ở Série A của Brasil.[31]
- Nguồn: Tạp chí Placar - Guia do Brasileirão 2010[32] và Website GloboEsporte.com.[33]

## Tài chính
Brasileirão có tổng doanh thu của các câu lạc bộ là 1,17 tỷ đô la Mỹ vào năm 2012. Điều này làm cho Brasileirão trở thành giải bóng đá có doanh thu cao nhất ở châu Mỹ, và trên thế giới chỉ đứng sau "Big Five" của châu Âu.
Brasileirão cũng là một trong những giải bóng đá có giá trị nhất thế giới, có giá trị thị trường và trị giá hơn 1,24 tỷ đô la Mỹ vào năm 2013. Tổng giá trị của tất cả các câu lạc bộ trong Brasileirão năm 2013 là 1,07 tỷ đô la Mỹ.
Bản quyền truyền hình của Brasileirão trị giá hơn 610 triệu đô la Mỹ vào năm 2012; chiếm hơn 57% toàn bộ châu Mỹ Latinh.
Corinthians là câu lạc bộ có giá trị thứ 16 trên thế giới vào năm 2013, với giá trị hơn 358 triệu đô la Mỹ. Tính đến năm 2021, không có câu lạc bộ Brasil nào lọt vào danh sách các câu lạc bộ bóng đá có giá trị nhất.